# Erythropitta rufiventris
La pita moluqueña septentrional (Erythropitta rufiventris) es una especie de ave paseriforme de la familia Pittidae endémica de las islas Molucas septentrionales, en Indonesia. Anteriormente se consideraba una subespecie de la pita ventrirroja.